# Denys Pringle
Denys Pringle (ur. 20.9.1951) – brytyjski historyk i archeolog, mediewista. 

## Życiorys
Absolwent uniwersytetu w Southampton (1974), następnie w Keble College w Oksfordzie (doktorat 1978 - Fortyfikacje VI wieku w bizantyńskiej Afryce). W latach 1979–1984 zastępca dyrektora British School of Archaeology w Jerozolimie. Od 1999 roku jest profesorem na Uniwersytecie w Cardiff. Zajmuje się architekturą państw krzyżowców na Bliskim Wschodzie.

## Wybrane publikacje
- The defence of Byzantine Africa from Justinian to the Arab conquest. An account of the military history and archaeology of the African provinces in the sixth and seventh centuries, Oxford 1981.
- The Churches of the Crusader Kingdom of Jerusalem: A Corpus.
  - t. 1: A-K (excluding Acre and Jerusalem), Cambridge University Press, Cambridge 1993.
  - t. 2: L-Z (excluding Tyre), Cambridge University Press, Cambridge 1998.
  - t. 3: The City of Jerusalem, Cambridge University Press, Cambridge 2007.
  - t. 4: The Cities of Acre and Tyre, together with Addenda and Corrigenda to Vols. 1–3, Cambridge University Press, Cambridge 2009. ISBN 978-0-521-85148-0.
- Secular Buildings in the Crusader Kingdom of Jerusalem: An Archaeological Gazetteer, Cambridge University Press, Cambridge 1997.
- An Expatriate Community in Tunis, 1648–1885: St George’s Protestant Cemetery and its Inscriptions, Cardiff Studies in Archaeology/BAR International Series, t. 1811, Oxford 2008, ISBN 978-1-4073-0222-5.

## Publikacje w języku polskim
- Architektura Łacińskiego Wschodu 1098-1571 [w:] Historia krucjat, red. nauk. Jonathan Riley-Smith, przekład Katarzyna Pachniak, wstęp i konsultacja naukowa wydania polskiego Janusz Danecki, Warszawa: "Vocatio" 2000, s. 175-200 (wyd. 2 - 2005).